# Trichorhina aethiopica
Trichorhina aethiopica is een pissebed uit de familie Platyarthridae. De wetenschappelijke naam van de soort is voor het eerst geldig gepubliceerd in 1941 door Alceste Arcangeli.